# Крымская мемориальная церковь
Крымская мемориальная церковь (Christ Church; «церковь Христа») — англиканская церковь в стамбульском районе Бейоглу — Таксим.
Данная церковь была построена на земле, пожертвованной султаном Абдул-Меджидом I, в 1858—1868 годах в память о британских солдатах, участвовавших в Крымской войне. Идея строительства мемориальной церкви в Стамбуле была впервые озвучена в 1856 году. В том же году был проведен конкурс проектов, в котором победил проект, представленный архитектором Уильямом Берджесом. Тем не менее, соперничество в Комитете по утверждению, в сочетании с озабоченностью по поводу предполагаемого «неанглийского» стиля проекта Берджеса, привела к тому, что в 1863 году он был заменен Джорджем Эдмундом Стритом. Строительство церкви было закончено в конце XIX века.
В 1978 году из-за отсутствия прихожан Крымская мемориальная церковь была закрыта. В 1991 году произошло повторное открытие церкви.